# Viréon à plastron
Hylophilus thoracicus
Espèce
Statut de conservation UICN

 LC  : Préoccupation mineure
Le Viréon à plastron (Hylophilus thoracicus), aussi appelé Viréo à poitrine jaune, est une espèce de passereaux de la famille des Vireonidae,,.

## Systématique et distribution
Cet oiseau est représenté par trois sous-espèces selon la classification de référence du Congrès ornithologique international (version 9.1, 2019) :
- Hylophilus thoracicus aemulus (Hellmayr, 1920) : versant oriental des Andes, de la Colombie au sud-est du Pérou et au nord de la Bolivie[5] ;
- Hylophilus thoracicus griseiventris von Berlepsch & Hartert, 1902 : de l'est du Venezuela (Bolívar) aux Guyanes et au nord du Brésil[6] ;
- Hylophilus thoracicus thoracicus Temminck, 1822 : sud-est du Brésil (des États de Minas Gerais et d'Espírito Santo à celui de Rio de Janeiro)[1],[2].

Certaines sources considèrent Hylophilus thoracicus comme monotypique et classent Hylophilus thoracicus griseiventris et Hylophilus thoracicus aemulus comme les deux sous-espèces de Hylophilus griseiventris, espèce que le Congrès ornithologique international ne reconnaît pas,,.